# Korntal-Münchingen
Korntal-Münchingen – miasto w Niemczech, w kraju związkowym Badenia-Wirtembergia, w rejencji Stuttgart, w regionie Stuttgart, w powiecie Ludwigsburg. Leży nad rzeką Glems, ok. 10 km na południowy zachód od Ludwigsburga, przy autostradzie A81, drodze krajowej B10 i linii kolejowej Calw–Stuttgart oraz Stuttgart–Mannheim.
W mieście znajduje się stacja kolejowa Korntal.

## Dzielnice
- Kallenberg
- Korntal
- Müllerheim
- Münchingen

## Współpraca
Miejscowości partnerskie:
- Mirande, Francja
- Tubize, Belgia